# Référendum constitutionnel uruguayen de 2014
Un référendum constitutionnel a lieu le 26 octobre 2014 en Uruguay en même temps que les élections législatives et présidentielle. La population est amenée à se prononcer sur une initiative populaire portant sur un amendement constitutionnel abaissant la majorité pénale de dix huit à seize ans.
La proposition est rejetée dans les urnes, seuls 46,81 % des électeurs votant en faveur de l'amendement.

## Contexte
Le thème de la hausse de l'insécurité occupe une place importante au cours de la campagne électorale des élections législatives et présidentielle de 2009. Le gouvernement dirigé par le Front large fait l'objet de nombreuses critiques de la part des partis National et Colorado, alors dans l'opposition. Mis sur la défensive, le Front large connait un léger repli dans les urnes et ne conserve que de justesse la majorité dans les deux chambres, ainsi que la présidence, remportée par José Mujica. Courant 2010, plusieurs projets de loi sont introduits au parlement, visant à modifier le cadre juridique régissant les crimes commis par les mineurs de plus de seize ans : soit en durcissant les peines légalement possibles à leurs égard, soit en autorisant la conservation de leurs crimes sur leur casier judiciaire, soit même en permettant à la Justice de les juger comme des adultes. Cependant, aucun des projets de loi n'aboutit,.

## Mise en œuvre
En 2011, un projet d'amendement constitutionnel est porté par un groupe de collecte de signatures appelé Commission pour la promotion de l'abaissement de l'âge de la responsabilité pénale. Celui-ci est porté par l'aile conservatrice Vamos Uruguay du Parti Colorado, ainsi que par la branche Herreriste du Parti national, alors portée par Luis Alberto Lacalle. Le groupe parvient ainsi à recueillir 367 609 signatures de soutien du 30 avril 2011 au 17 avril 2012. Les référendums d'initiative populaire sont en effet possibles en Uruguay, dont la constitution organise le cadre légal de cette forme de démocratie directe.
Les propositions populaires peuvent ainsi concerner des modifications de la constitution. En accord avec l'article 331 de cette dernière, les signatures d'au moins 10 % de l'ensemble des électeurs inscrits sur les listes électorales doivent pour cela être réunies. Soit en 2014 un total de 228 996 signatures. Les pétitionnaires peuvent alors soumettre leur projet au parlement, qui peut éventuellement proposer un contre-projet qui sera soumis au vote en même temps que la proposition populaire. 
Les signatures sont soumises au tribunal électoral, qui en valide 259 826 le 6 septembre suivant. Le quorum ayant été atteint, les signatures restantes ne sont pas examinées.

### Conditions
Bien que légalement contraignant, le projet doit pour être considéré valide recueillir la majorité absolue ainsi qu'un nombre de votes en sa faveur au minimum égal à 35 % du total des inscrits,

## Contenu
L'amendement constitutionnel, dont l'entrée en vigueur est prévu pour être immédiat, porte sur l'article 43 de la constitution. Celui-ci se voit augmenté de plusieurs paragraphes disposant que les personnes âgées d'entre seize et dix-huit ans sont criminellement responsables et jugées selon le code pénal pour tous les crimes d'homicide, homicide aggravé, coup ayant conduits à des lésions graves ou très graves, vol, vol avec séquestration, extorsion, kidnapping et viols, ainsi que pour les délits jugés pénalement selon la loi.
L'amendement introduit pour les personnes inculpées situées dans cette tranche d'âge le motif de circonstances atténuantes pour absence de maturité suffisante, pouvant être retenu par la justice. Par ailleurs, les crimes commis par les mineurs de moins de seize ans sont désormais conservés dans leurs dossiers et peuvent être pris en compte lors d'instructions judiciaires ouvertes pour de nouveaux crimes commis passé cet age. Les peines infligées aux personnes ayant commis des crimes en associations avec des enfants ou des adolescents de moins de seize ans sont également aggravées.
Enfin, une clause spéciale charge l'État d'assurer l'existence, les ressources nécessaires au fonctionnement d'un service décentralisé de prise en charge et de réhabilitation des criminels de moins de dix-huit ans. Le suivi de ces derniers devant être assuré en collaboration avec les autorités pénitentiaires à leur libération.

## Résultats

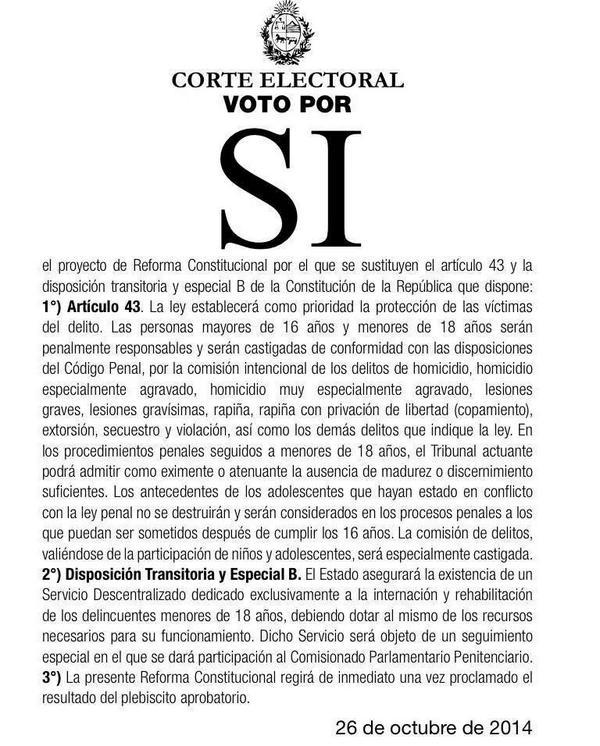
Bulletin de vote utilisé

Le scrutin est organisé simultanément aux élections législatives et présidentielle. Les électeurs participant à ces élections ont ainsi la possibilité de prendre un bulletin en faveur de l'amendement proposé, et de le joindre à leurs bulletins de vote dans leur enveloppe, ou de ne pas le faire. Seule la présence ou non du bulletin Oui en tant que vote favorable étant comptabilisée, les votes blancs ou nuls ne sont pas possibles. Le total des inscrits sur les listes électorales utilisé pour les calculs du taux de participation du référendum diffère d'un montant de 556 électeurs du total des inscrits pour les élections organisées le même jour, en raison de la possibilité pour les étrangers établis de longue date dans le pays de voter aux élections, mais pas au référendum.
| Choix             | Votants   | Votants | Inscrits | Inscrits |
| Choix             | Voix      | %       | %        | Quorum   |
| ----------------- | --------- | ------- | -------- | -------- |
| Pour              | 1 110 283 | 46,81   | 42,37    | ✔ 35 %   |
| Contre ou neutre  | 1 261 834 | 53,19   | 48,16    |          |
|                   |           |         |          |          |
| Total des votants | 2 372 117 | 100,00  | 90,53    |          |
| Abstentions       | 248 118   |         | 9,47     |          |
| Inscrits          | 2 620 235 | 100,00  |          |          |

| Pour 1 110 283 (46,81 %) |  |  | Contre 1 261 834 (53,19 %) |
| ▲                        |  |  |                            |
| Majorité absolue         |  |  |                            |

## Conséquences
Le total des inscrits ayant voté en faveur de l'amendement atteint le quorum de 35 % nécessaire pour sa validation, mais une majorité de plus de 53 % des votants se prononce contre l'amendement constitutionnel, qui est par conséquent rejeté.